# Schonisches Recht

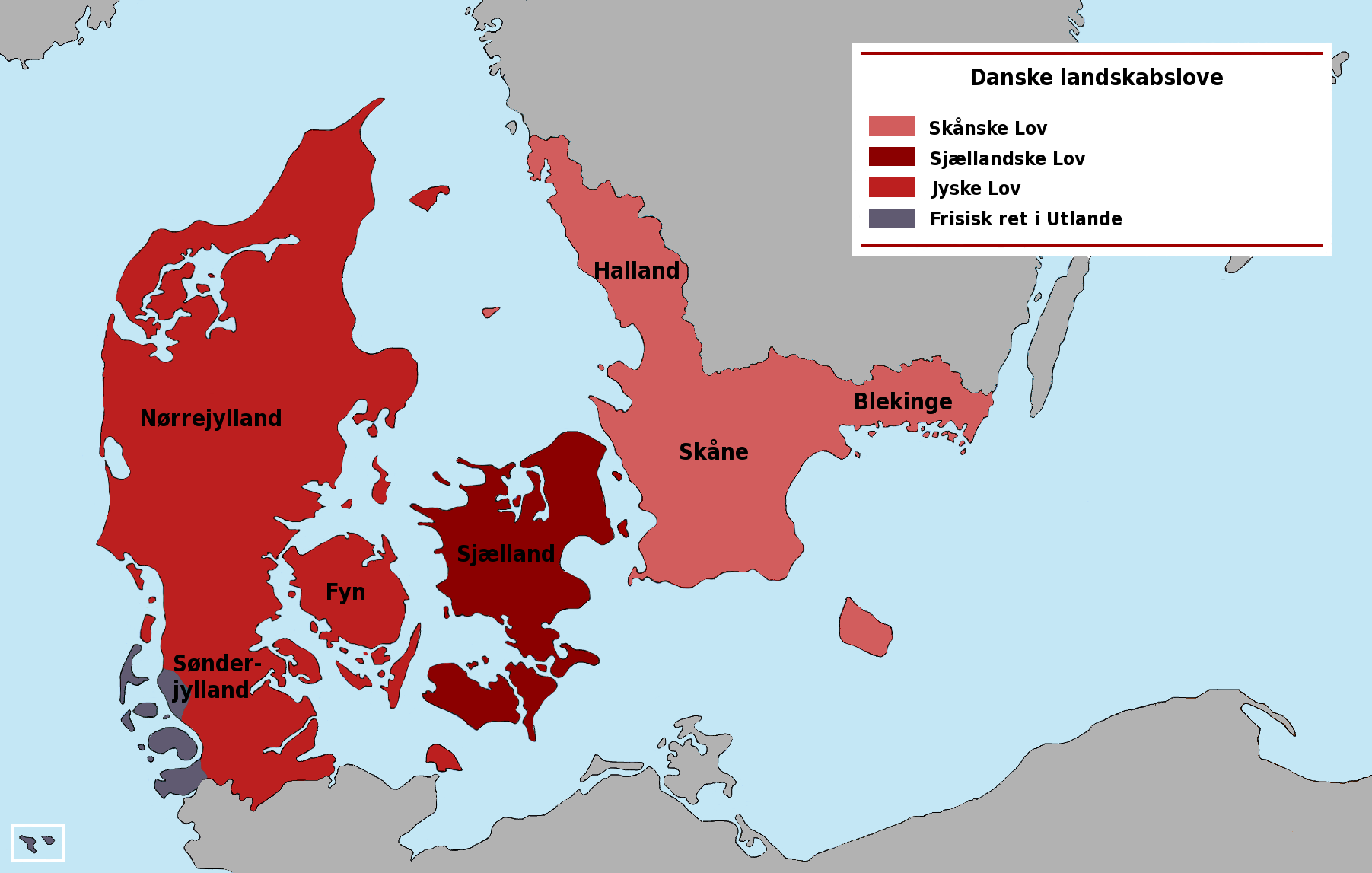
Räumliche Geltungsbereiche der dänischen Landschaftsrechte

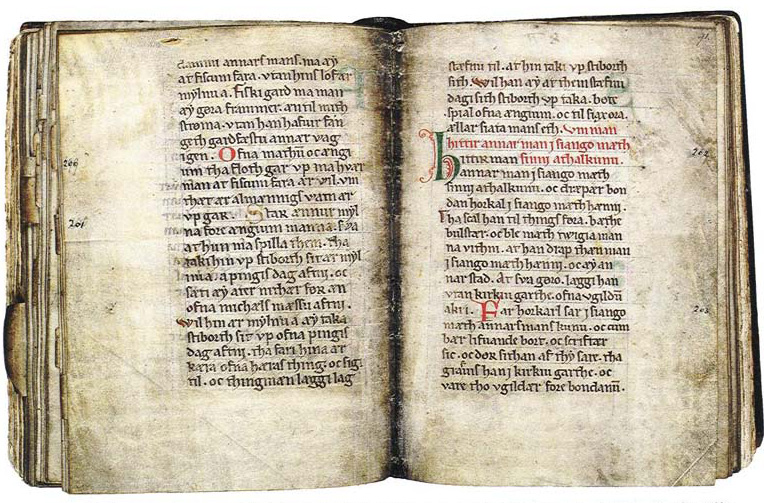
Die älteste heute noch erhaltene Codifizierung des Schonischen Rechts in dänisch-schonischer Sprache (ca. 1225–1250, Codex Holm B74 aus der Königlichen Bibliothek in Stockholm)

Das Schonische Recht (dänisch Skånske Lov) ist eine Gesetzessammlung aus dem 13. Jahrhundert, enthalten im Codex Runicus. Es galt in Schonen einschließlich der Insel Bornholm, Halland und Blekinge (im gesamten Skåneland). Es wurde zwischen 1202 und 1216 in Altdänisch niedergeschrieben und ist eine der ältesten schriftlich fixierten Rechtsquellen in Dänemark.
Zu den anderen unter König Waldemar II. verfassten dänischen Landschaftsrechten gehörte weiter das Seeländische Recht (für Seeland und die südlichen Inseln) und das 1241 verfasste Jütische Recht (für Jütland einschließlich Südjütlands und die Insel Fünen).
Das Schonische Recht war in Schonen, Halland und Blekinge bis 1683 gültig, bis es dort durch Christian V. vom schwedischen Recht abgelöst wurde, nachdem dieses Gebiet nach dem Frieden von Roskilde an Schweden gefallen war. Das Schonische Recht ist der einzige Rechtstext, der nicht in der sonst üblichen lateinischen Schrift, sondern in Runen geschrieben wurde. In der Kopenhagener Universitätsbibliothek ist noch eine Handschrift davon vorhanden.
Mit dem Schonischen Recht ist auch die dänische Volksweise Drømte mig en drøm i nat überliefert.